# Sunbelt Dixie
Das Frachtschiff Sunbelt Dixie war der weltweit erste kombinierte Auto- und Kühlfruchttransporter.

## Einzelheiten
In Fahrt kam das Schiff Anfang März 1978 als Baunummer 260 der japanischen Werft Sasebo Heavy Industries. Das Konzept kombinierter Auto- und Kühlfruchttransporter geht auf das Unternehmen Great American Lines und den Schiffsentwickler Peter Dent zurück. Prinzipiell ist das Schiff ein Autotransporter, dessen RoRo-Bereich kontrolliert gekühlt werden kann.
Die Sunbelt Dixie wurde lange im Pendelverkehr zwischen Japan und den USA eingesetzt, wobei es neue PKW aus Japan brachte und auf der Rücktour nach Japan gekühlte Zitrusfrüchte transportierte. Seit 2002 fährt mit der deutlich größeren Sunbelt Spirit ein weiteres vergleichbar konzipiertes Nachfolgeschiff, woraufhin die kleinere Sunbelt Dixie auch auf anderen Routen eingesetzt wurde. Der ungewöhnlich konzipierte Erstling war bis zum Mai 2009 in Fahrt, bevor er für 2.432.710 US-Dollar zum Abbruch in Alang verkauft wurde.